# Feesttent (single)
Feesttent is een single van de Nederlandse rapper Kraantje Pappie en eveneens Nederlandse rapper Jiggy Djé uit 2014. Het stond in hetzelfde jaar als negende track op de album Crane II van Kraantje Pappie.

## Achtergrond
Feesttent is geschreven door Martijn van Sonderen, Thijs de Vlieger, Nik Roos, Alex van der Zouwen en Vincent Patty en geproduceerd door Martijn van Sonderen, Thijs de Vlieger en Nik Roos. Het nummer gaat over een feesttent, zoals vaak op dorpsfeesten en feestweken aangetroffen. Het is ook een graag gedraaid nummer op festivals, waar vaak ook feesttenten staan. De single heeft in Nederland de platina status.

## Hitnoteringen
Het nummer was bij uitbrengen een bescheiden hit, waar het kwam tot de vijftigste plaats in de Single Top 100 en de tweede plaats in de Tipparade.